# 大内通
大内通（おおうちどおり）は神戸市灘区の町名の一つで、昭和8年（1933年）5月に河原字上辻ノ木・辻ノ木・大田、稗田字雨気・泉内、鍛冶屋字松田・岸地・大田川・西羅、原田字下川向から誕生した。
東は都賀川を挟み北部が神ノ木通で南部が千旦通、南が泉通、西が西郷川を挟み城内通、北は岸地通。東西に長く、一～六丁目が存在する。
令和2年国勢調査（2020年10月1日）における世帯数676、人口1,415、うち男性672人、女性743人。郵便番号：657-0833。

## 由来
明らかではない。『神戸の町名』では「しいて推測すれば「大田」と「泉内」から一字ずつとり、皇居を意味する大内にあやかった佳名だろう」としており、「命名から四十年後に、土地の古老数人に聞いたが、明確な答えが得られなかったという」としている。